# Бранч Рікі
Бранч Рікі (англ. Branch Rickey, 1881—1965) — американський бейсбольний адміністратор, народився в місті Стокдейл, штат Огайо.

## Біографія
Його діяльність як керівника або адміністратора почалася з команди «Сент-Луїс Браунз» (1913-15). Потім він працював з «Сент-Луїс Кардіналс» (1917—1942), «Бруклін Доджерс» (1943-50), «Піттсбург Пайретс» (1950-59). Він перший ввів орендну плату в молодшу лігу в 1919 році. А в 1945 році Рікі за контрактом з «Бруклін Доджерс» взяв у вищу лігу Джекі Робінсона.